# Snowboarding under vinter-OL 2018
Snowboarding under vinter-OL 2018 blev afholdt i Bokwang Phoenix Park i Pyeongchang, Sydkorea. I alt ti snowboardingbegivenheder var planlagt til at finde sted mellem den 10. og 24. februar 2018.

## Medaljer

### Medaljeoversigt
| Snøbrett under Vinter-OL 2018 – Pyeongchang | Snøbrett under Vinter-OL 2018 – Pyeongchang | Snøbrett under Vinter-OL 2018 – Pyeongchang | Snøbrett under Vinter-OL 2018 – Pyeongchang | Snøbrett under Vinter-OL 2018 – Pyeongchang | Snøbrett under Vinter-OL 2018 – Pyeongchang |
| ------------------------------------------- | ------------------------------------------- | ------------------------------------------- | ------------------------------------------- | ------------------------------------------- | ------------------------------------------- |
| Nr.                                         | Land                                        | Guld                                        | Sølv                                        | Bronze                                      | Totalt                                      |
| 1                                           | USA                                         | 4                                           | 2                                           | 1                                           | 7                                           |
| 2                                           | Canada                                      | 1                                           | 2                                           | 1                                           | 4                                           |
| 3                                           | Frankrig                                    | 1                                           | 1                                           | 0                                           | 2                                           |
| 4                                           | Tjekkiet                                    | 1                                           | 0                                           | 1                                           | 2                                           |
| 5                                           | Østrig                                      | 1                                           | 0                                           | 0                                           | 1                                           |
| 5                                           | Italien                                     | 1                                           | 0                                           | 0                                           | 1                                           |
| 5                                           | Schweiz                                     | 1                                           | 0                                           | 0                                           | 1                                           |
| 8                                           | Australien                                  | 0                                           | 1                                           | 1                                           | 2                                           |
| 8                                           | Tyskland                                    | 0                                           | 1                                           | 1                                           | 2                                           |
| 10                                          | Kina                                        | 0                                           | 1                                           | 0                                           | 1                                           |
| 10                                          | Japan                                       | 0                                           | 1                                           | 0                                           | 1                                           |
| 10                                          | Sydkorea                                    | 0                                           | 1                                           | 0                                           | 1                                           |
| 13                                          | Finland                                     | 0                                           | 0                                           | 1                                           | 1                                           |
| 13                                          | Storbritannien                              | 0                                           | 0                                           | 1                                           | 1                                           |
| 13                                          | New Zealand                                 | 0                                           | 0                                           | 1                                           | 1                                           |
| 13                                          | Slovenien                                   | 0                                           | 0                                           | 1                                           | 1                                           |
| 13                                          | Spanien                                     | 0                                           | 0                                           | 1                                           | 1                                           |
| Total                                       | Total                                       | 10                                          | 10                                          | 10                                          | 30                                          |

### Medaljevindere

#### Mænd
| Event               | Guld                       | Guld                       | Sølv                       | Sølv                       | Bronze                        | Bronze                     |
| ------------------- | -------------------------- | -------------------------- | -------------------------- | -------------------------- | ----------------------------- | -------------------------- |
| Big air             | Sébastien Toutant · Canada | 174.25                     | Kyle Mack · USA            | 168.75                     | Billy Morgan · Storbritannien | 168.00                     |
| Halfpipe            | Shaun White · USA          | 97.75                      | Ayumu Hirano · Japan       | 95.25                      | Scotty James · Australien     | 92.00                      |
| Parallel storslalom | Nevin Galmarini · Schweiz  | Nevin Galmarini · Schweiz  | Lee Sang-ho · Sydkorea     | Lee Sang-ho · Sydkorea     | Žan Košir · Slovenien         | Žan Košir · Slovenien      |
| Slopestyle          | Redmond Gerard · USA       | 87.16                      | Max Parrot · Canada        | 86.00                      | Mark McMorris · Canada        | 85.20                      |
| Snowboard cross     | Pierre Vaultier · Frankrig | Pierre Vaultier · Frankrig | Jarryd Hughes · Australien | Jarryd Hughes · Australien | Regino Hernández · Spanien    | Regino Hernández · Spanien |